# GU-118
La GU-118 es una carretera de la provincia de Guadalajara (España) que transcurre entre la A-2 por La Torresaviñán y la CM-1101 por Sigüenza. Pertenece a la Red de Carreteras de la Diputación de Guadalajara de primer orden.
Es una carretera convencional de una sola calzada. Atraviesa el barranco del río Dulce y pasa junto a la localidad de Pelegrina. 

## Cartografía
- Hojas 461-IV y 487-II, a escala 1:25000, del Instituto Geográfico Nacional.

- Datos: Q5872990
- Multimedia: GU-118 / Q5872990